# Distretto di Kaluš
Il distretto di Kaluš (in ucraino Калуський район?, Kalus'kyj rajon) è un distretto nell'oblast' di Ivano-Frankivs'k in Ucraina. Il suo centro amministrativo è la città di Kaluš. Ha una popolazione di 279 867 abitanti.
Il 18 luglio 2020, come parte della riforma amministrativa dell'Ucraina, il numero di distretti dell'oblast' di Ivano-Frankivs'k è stato ridotto a sei e l'area del distretto di Kaluš è stata notevolmente ampliata.